# Dorothée (animatrice)
Pour les articles homonymes, voir Dorothée et Hoschedé.
Frédérique Hoschedé, dite Dorothée, est une chanteuse, actrice et animatrice de télévision française née le 14 juillet 1953 à Paris.
Elle est notamment connue pour avoir animé les émissions jeunesse Récré A2 entre 1978 et 1987 puis le Club Dorothée de 1987 à 1997.

## Biographie

### Enfance
Frédérique Hoschedé naît dans le 16e arrondissement de Paris et passe son enfance à Bourg-la-Reine (Seine, puis Hauts-de-Seine) au no 39 du boulevard Carnot. Son père, Maurice Hoschedé (1919-1977), est ingénieur et sa mère, Jacqueline Hoschedé, née Eloy (1925-1997), est femme au foyer. Elle a un frère aîné, Jean-François Hoschedé (1946-2009). Elle est apparentée à la belle-famille de Claude Monet : elle descend de Jean-Pierre Hoschedé, beau-fils du célèbre peintre et fils d'Ernest Hoschedé.
Pendant son enfance, elle prend des cours de danse et de piano, ce qui lui permet d'obtenir le troisième prix du concours Nérini à l'âge de onze ans. Deux ans plus tard, lors de vacances en Angleterre, elle découvre, fascinée, la musique pop (les Beatles et Simon and Garfunkel en particulier), se passionnant en outre pour les comédies musicales américaines et le cinéma (Fred Astaire, Ginger Rogers et Katharine Hepburn). Projetant une carrière dans le tourisme, elle se lance dans des études de langues et obtient une licence d'anglais en 1972,,. Attirée par l'archéologie, elle envisage un temps d'en faire son métier avant d'entrer à la télévision.

### Les débuts (1971-1978)
En 1971, Frédérique Hoschedé est remarquée par Jacqueline Joubert lors d'un concours de théâtre amateur où elle joue la pièce Un caprice d'Alfred de Musset, qu'elle a adaptée et mise en scène, concours pour lequel elle obtient le premier prix du jury.
Deux ans plus tard, en septembre 1973, Jacqueline Joubert, alors directrice de l'unité jeunesse de l'ORTF, lui fait faire ses débuts à la télévision, sur la première chaîne de l'ORTF, dans Les Mercredis de la jeunesse diffusé en direct en noir et blanc, chaque mercredi de 15h à 17h, sous le pseudonyme « Dorothée », avec pour partenaire la marionnette Blablatus. L'émission s'arrête en décembre 1974 en raison de l'éclatement de l'ORTF.
Dorothée réapparaît à l'antenne de TF1 en février 1975, sous sa véritable identité et comme animatrice de la rubrique Interdit aux plus de 10 ans dans l'émission Les Visiteurs du Mercredi qui est au même moment également animée par Claude Pierrard et Jean-Pierre Pernaut. La directrice des programmes de l'époque, Éliane Victor et le producteur Christophe Izard la remercient en août de la même année, au bout de six mois, considérant que Dorothée n'est « pas faite pour animer des émissions jeunesse ».
Elle présente brièvement, toujours sous le nom de Frédérique Hoschedé, aux côtés de Pierre Guillermo, à partir de janvier 1976, une émission de jeu intitulée Réponse à tout, diffusée tous les jours à 12h15 sur TF1.
Après une période d'un an sans travailler à la télévision, pendant laquelle elle enchaîne les petits emplois (secrétaire dans une société de robinetterie, animatrice dans les supermarchés et doublure lumière), Dorothée retrouve la télévision en devenant speakerine sur Antenne 2. Elle fait sa première annonce le 1er avril 1977 et assure cette fonction jusqu'en juillet 1983.
En septembre 1977, elle renoue avec les émissions pour enfants en animant Dorothée et ses amis, durant cinq mois sur Antenne 2 jusqu'au 3 février 1978.
Alors speakerine, elle est remarquée par François Truffaut et tourne durant le mois de juin 1978 dans L'Amour en fuite où elle tient un second rôle. En 1984, François Truffaut souhaite travailler une nouvelle fois avec Dorothée et lui propose un rôle important dans son nouveau film aux côtés de Fanny Ardant et Richard Bohringer. Le scénario est déjà écrit mais le cinéaste meurt quelques semaines seulement avant le début du tournage en octobre 1984.

### DeRécré A2à la chanson: les premiers succès (1978-1987)
En 1978, Jacqueline Joubert est nommée à la tête des émissions pour la jeunesse d'Antenne 2 et rappelle Dorothée. C'est la création de Récré A2.
Prévue pour n'être qu'estivale, avec une première version présentée par Dorothée, l'acteur Gérard Chambre et l'animateur Fabrice, l'émission obtient un tel succès qu'elle s'installe à temps plein sur la grille d'Antenne 2 à partir de septembre 1978 et reste à l'antenne pendant dix ans. Le trio est rejoint progressivement par Pierre Jacquemont, William Leymergie, Ariane Gil, Patrick Simpson-Jones, Jean-Jacques Chardeau, Alain Chaufour, Ariane Carletti, Jacky, Elfie, Corbier, Marie Dauphin, les actrices Zabou Breitman et Charlotte Kady, ainsi que Cabu, dessinateur à Charlie Hebdo, qui crée pour l'émission la célèbre caricature de l'animatrice, avec une queue de cheval et un nez long, pointu et recourbé vers le haut.
Toujours en 1978, Dorothée tient la rubrique « Courrier des lecteurs » du magazine Super As, ou Super Magazine, un hebdomadaire consacré à la bande dessinée. Il est dirigé par Maurice Brebart et édité en France par France Unide Paris. Dorothée répond aux questions très diverses des petits lecteurs. Le magazine tire sa révérence en 1980.
En 1980, Dorothée joue le premier rôle féminin du film Pile ou face de Robert Enrico, dans lequel elle donne la réplique à Michel Serrault et Philippe Noiret sur des dialogues signés Michel Audiard. Le film attire 1 200 000 spectateurs en salle.
Au même moment, elle rencontre Jean-Luc Azoulay et Claude Berda, dirigeants de la société AB Productions, qui lui proposent de chanter, mais elle refuse. Ils parviennent à la convaincre d'enregistrer un conte pour enfants dont elle serait simplement narratrice. Au fil de l'enregistrement de l'album, en décembre 1979, elle finit par accepter de chanter plusieurs chansons. Ce premier album, Dorothée au pays des chansons, sort en mars 1980 et est adapté en comédie musicale, sur scène et à la télévision.
Elle connaît ensuite le succès avec Rox et Rouky (1981), Hou ! La menteuse (1982), Pour faire une chanson (1983), Les Schtroumpfs (1983), Qu'il est bête ! (1984), C'est dur de travailler (1984), Les Petits Ewoks (1985), Vive les vacances (1985), Allô allô monsieur l'ordinateur (1985), Détective privé (1985), Tant qu'on a des amis (1986), Maman (1986). Entre 1981 et 1983, elle vend plus de quatre millions de disques.
Extraits de Hou ! La menteuse, les chansons Rox et Rouky et Hou la menteuse ! (no 1 pendant neuf semaines) dépassent le million de ventes chacune.
Dans la première moitié des années 1980, Dorothée est à l'affiche de plusieurs comédies musicales, conçues par Jean-Luc Azoulay : Dorothée au pays des chansons, Dorothée tambour battant, Au royaume de Diguedondaine, Pour faire une chanson et On va faire du cinéma, présentées gratuitement sous chapiteau au Champ de Mars durant les fêtes de fin d'année en collaboration avec la mairie de Paris. Quelques représentations ont lieu en avril 1981 à Paris dans la salle de l'Olympia, qu'elle retrouve l'année suivante. Elle y est entourée de quelques-uns de ses co-animateurs de Récré A2, les « Récréamis ». Pour les besoins de l'émission d'Ariane Gil Discopuce, elle enregistre également avec eux plusieurs centaines de chansons traditionnelles, regroupées sur les nombreux albums Le Jardin des chansons.
Accédant à la popularité, Antenne 2 lui confie la présentation d'une émission en première partie de soirée pour les fêtes de Noël 1983, intitulée Dorothée : Le Show, d'une durée d'une heure, avec les animateurs de la chaîne Michel Drucker, Bernard Pivot, Philippe Bouvard ou Carlos et Jane Birkin. Cette émission demeure son unique 'prime-time' sur le service public.
En plus de son rôle de speakerine sur Antenne 2 et de la présentation de Récré A2, elle présente occasionnellement des émissions consacrées à l'univers des films de Walt Disney, notamment SVP Disney avec William Leymergie à partir de 1979 et Disney Dimanche de 1979 à 1987.
En 1985, Dorothée entre au musée Grévin avec sa statue de cire. Lors d'un voyage aux États-Unis, elle découvre une émission qui l'émeut, le Téléthon, qu'elle veut importer en France avec l'accord de son créateur, Jerry Lewis. Elle s'investit dans ce projet qu'elle prépare avec le réalisateur Jean-Pierre Spiero, mais Antenne 2, selon ses dires, lui répond que ce genre de programme ne marchera jamais en France et qu'elle n'est pas assez célèbre pour le présenter. Jacqueline Joubert lui fera signe elle aussi de « se calmer », déclarera-t-elle également.
À partir de mars 1985, Dorothée devient productrice artistique de la nouvelle émission Récré A2 matin. Avec Télématin (dont elle partage le studio), l'émission devient l'un des premiers programmes d'Antenne 2 à être diffusé le matin en plateau et en direct.
Parallèlement à son métier d'animatrice, Dorothée poursuit sa carrière de chanteuse pour enfants avec des titres et des albums signés Jean-François Porry (alias Jean-Luc Azoulay) et Gérard Salesses, secondés par le parolier Michel Jourdan. Elle sort seize albums entre 1980 et 1996, pour un total de dix-sept millions de disques vendus.
En 1985, Charles Aznavour lui écrit une chanson intitulée Chagrin d'amitié, qui figure dans l'album Allô allô monsieur l'ordinateur. Aznavour et Dorothée ne se rencontrent pourtant pas pour cette collaboration. En 1986, elle publie l'album Maman, dont le single du même nom connaît le succès. Elle se produit sur la scène du Zénith en 1986 et 1988 pour cinquante représentations, et en tournée dans la francophonie.
En 1985, Dorothée reçoit la Victoire de la musique du meilleur album pour enfants pour l'album Allô allô Monsieur l'ordinateur grâce à la chanson Les Petits Ewoks qui y est incluse. L'année suivante, Récré A2 remporte le 7 d'or de la meilleure émission jeunesse.

### DuClub Dorothéeà Bercy: Les années de gloire (1987-1997)

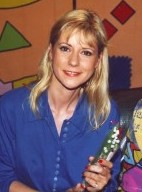
Dorothée en 1992.

Dorothée présente Récré A2 jusqu'au mercredi 27 mai 1987 durant neuf saisons. En mai 1987, elle est sollicitée par TF1 pour diriger l'unité de programmes jeunesse de la chaîne nouvellement privatisée. Elle accepte la proposition et crée le Club Dorothée, qui devient l'émission jeunesse phare de la télévision française durant dix ans. La fuite prématurée du transfert dans la presse déclenche une brouille avec Jacqueline Joubert.
Pour animer l'émission, elle s'entoure de quatre personnalités issues de Récré A2 : Ariane, Corbier, Patrick et Jacky, ainsi que du groupe musical formé pour l'occasion Les Musclés, composé de Bernard Minet, Rémy Sarrazin, Éric Bouad, René Morizur, et Claude Chamboissier dit « Framboisier ».
Le Club Dorothée atteint une audience considérable avec des pointes dépassant 60 % de parts de marché. Dorothée anime sur TF1 près d'une trentaine d'heures d'antenne par semaine et quarante en période de vacances scolaires.
Pendant dix ans, Dorothée est omniprésente sur TF1. En plus du Club Dorothée, d'autres rendez-vous font leur apparition : Terre, Attention, Danger, une émission sur l'écologie et le monde animal qu'elle co-présente avec le vétérinaire Michel Klein de 1991 à 1995, ainsi que le Club Sciences qu'elle co-anime avec Michel Chevalet. Elle met en avant des associations caritatives dans l'émission Des millions de copains qu'elle présente de janvier 1993 à janvier 1997, et chaque fin d'année pour Le Noël de l'amitié, une opération humanitaire destinée à récolter des cadeaux de Noël pour les enfants défavorisés.
TF1 lui propose également d'animer plusieurs émissions en prime time, comme Dorothée Show en 1987, Le Cadeau de Noël en 1991, Le Cadeau de la rentrée en 1992 et les trois Dorothée Rock'n'roll Show en 1993 et 1994. Des shows télé attirant jusqu'à huit millions de téléspectateurs. Elle y chante en duo avec des stars internationales : Ray Charles, Chuck Berry, Henri Salvador, Cliff Richard, Percy Sledge, Screamin' Jay Hawkins, et Jerry Lee Lewis avec qui Dorothée interprète Great Balls of Fire, titre figurant sur son album Une histoire d'amour (1992).

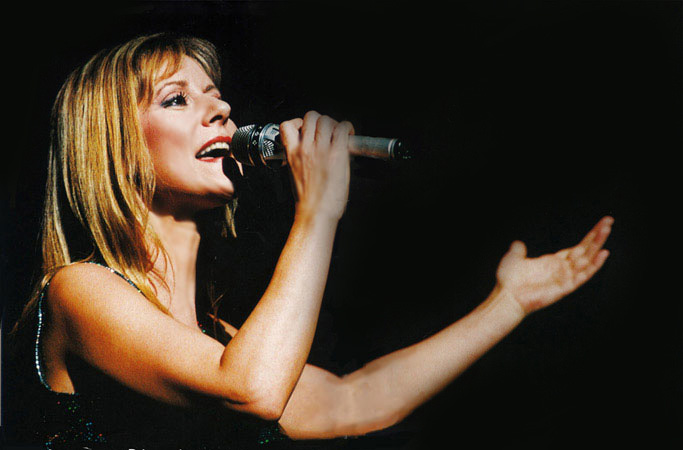
Dorothée en 1996.

En plus de l'animation, Dorothée joue la comédie pour AB Productions. D'abord dans Les Aventures de Dorothée : Un AMI en 1987 (un téléfilm unitaire), puis dans la sitcom décalée Pas de pitié pour les croissants, entre 1987 et 1991, dont elle tourne 139 épisodes aux côtés de son équipe et d'invités célèbres. Enfin, c'est en anglais qu'elle tourne la série 66 Chump Avenue en 1991 en co-production avec Channel 4.
Parallèlement à sa carrière dans l'audiovisuel, Dorothée poursuit son parcours de chanteuse qui atteint son point culminant en 1990 et 1992 lorsqu'elle se produit sur la scène du Palais Omnisports de Paris-Bercy lors des spectacles Bercy 90 et Bercy 92. Le Dorothée World Tour 92 attire le plus grand nombre de spectateurs en France devant Johnny Hallyday et Michael Jackson et est récompensé d'un Fauteuil d'or pour ses 500 000 spectateurs.
Entre 1990 et 1996, elle remplit Bercy à 58 reprises. Un nombre de séances inégalé pour une artiste féminine dans cette salle, et que seuls ont dépassé Michel Sardou et Johnny Hallyday.
Durant cette période, ses albums continuent de rencontrer le succès et les titres s'enchaînent pendant les « années TF1 » : Docteur, Ça donne envie de chanter (1987), Attention danger, La Machine avalé (1988), Tremblement de terre, Nicolas et Marjolaine (1989), Chagrin d'amour, Un jour on se retrouvera (1990), Les Neiges de l'Himalaya, Le Collège des cœurs brisés (1991), Une histoire d'amour, Bats-toi (1992), 2394, Si j'ai menti (1993), Folle de vous, Des millions de copains (1994), Bonheur City, L'Enfant des neiges (1995).
En 1989 et 1991, elle sort respectivement trois albums studio, Tremblement de terre, Chagrin d'amour et Les Neiges de l'Himalaya, dont le single éponyme se classe 8e du Top 50. Elle sort également en 1990, l'album en public Live à Bercy en 1990.
Elle s'exporte en Chine où elle se produit en 1990 et 1991 lors de deux tournées à succès ainsi qu'à la télévision asiatique pour l'ouverture du Festival de Shanghai devant 650 000 000 téléspectateurs.
L'émission est l'occasion pour Dorothée de rencontrer et de chanter avec des stars internationales (Ray Charles, Chuck Berry, Percy Sledge…) lors de trois émissions en prime-time (Dorothée Rock'n'roll Show le 29 octobre 1993 puis Dorothée Réveillon Rock'n'roll Show les 31 décembre 1993 et 1994).
À l'été 1994, la chanteuse part pour les États-Unis afin d'enregistrer un nouvel album aux sonorités rock / country et qui témoigne d'une évolution musicale dans sa discographie. Dorothée enregistre à Nashville dans les studios d'Elvis Presley et Bill Haley l'album Nashville Tennessee, lancé par le single Non non ne dis pas.

#### Critiques et rumeurs
En France, même si Dorothée reste une des personnalités préférées du public, son omniprésence et sa suractivité agacent[réf. nécessaire]. De plus, sa popularité est quelque peu entachée par les vives polémiques suscitées par la violence de certaines séries d'animation programmées dans le Club Dorothée (Les Chevaliers du Zodiaque, Ken le Survivant et Dragon Ball Z), dont certains passages sont censurés. Des associations de défense des téléspectateurs comme Les Pieds dans le PAF, relayées par certaines personnalités politiques telles Catherine Tasca, se plaignent auprès du CSA qui met en demeure et sanctionne TF1 à plusieurs reprises pour manquements aux obligations d'un opérateur de télédiffusion. Des communiqués de décisions des sages de l'audiovisuel sont diffusés avant le journal de 20 heures de la chaîne privée. Une rumeur tenace présente, à tort, Ségolène Royal comme la responsable directe de l'arrêt du Club Dorothée. Une légende urbaine propagée lors de l'élection présidentielle de 2007 par des personnes politiquement orientées est relayée par certains protagonistes de l'émission eux-mêmes. Alors députée, Ségolène Royal a consacré un chapitre à l'émission dans son ouvrage Le ras-le-bol des bébés zappeurs, paru en 1989, qui décortique l'éventail des programmes télévisés destinés aux plus jeunes et dénonce en particulier la violence des animations japonaises telles que Dragon Ball, Ken le Survivant ou Les Chevaliers du Zodiaque. Lors de l'annonce de son album Nashville aux Victoires de la musique 1995, Dorothée est huée par une bonne partie du public (d'après un commentaire de la chaîne Generation Club Do).
Malgré l'implication de TF1 dans la création de dessins animés français (Les Misérables, Sophie et Virginie, Les Jumeaux du bout du monde...), le Club Dorothée souffre d'un déficit d'image auprès des parents. En pleine quête de sens, TF1 charge dès 1995 Dominique Poussier de préparer doucement l'après-Dorothée. La première chaîne profite opportunément de la fin de contrat la liant à AB Productions pour refondre son offre de programmes jeunesse. Courant mars 1997, l'annonce de son non-renouvellement par TF1 est publiée dans la presse à la date effective du 31 août 1997. Une des raisons officieuses de cet arrêt est le conflit d'intérêts opposant AB Productions et TF1 sur les bouquets satellites (AB Sat et TPS).
À la suite des échecs commerciaux de ses deux derniers albums, Bonheur City (1995) et La Honte de la famille (1996), Dorothée abandonne également sa carrière de chanteuse, après une dernière série de concerts privés à Bercy (Bercy 96) et une ultime prestation musicale le 15 février 1998 dans L'École des fans de Jacques Martin sur France 2, où elle interprète une chanson inédite, Je ne vous ai pas oubliés. Dorothée se retire alors de la scène médiatique et ne rechantera plus pendant douze ans.
Fin 1997, après son éviction de TF1, des projets sont annoncés par Dorothée elle-même ou par la presse spécialisée : une sitcom aux côtés de son équipe du Club Dorothée, un film au cinéma écrit par Jean-Luc Azoulay, un retour sur scène dans une comédie musicale prévue pour les fêtes de Noël 1998, mais aussi une pièce de théâtre avec Jean Amadou au Théâtre des Deux Ânes[réf. nécessaire] et pas moins que la création d'une chaîne de télévision à son nom Dorothée Channel. Aucun de ces projets ne voit le jour.

### Les années de silence (1997-2007)
Dès 1998, des dizaines de sites Web consacrés à l'artiste voient le jour. Ils sont l'occasion pour le public de Dorothée de partager souvenirs, anecdotes et collections.
Parallèlement, les nombreux projets destinés à relancer la carrière de Dorothée peinent à aboutir. Plusieurs projets de chaînes de télévision émergent sans finalement parvenir jusqu'à l'antenne : Dorothée Channel (évoqué par les dirigeants d'AB Sat dès 1997), ainsi que Do TV en 2002 et sa seconde mouture Club Récré en 2005, des dossiers que l'animatrice a présentés auprès du CSA en avril 2005, n'obtenant pas de canal sur la TNT. Toutefois, Dorothée n'aurait été que conseillère éditoriale de la chaîne, déclarant préférer laisser l'antenne à de jeunes animateurs.
En 2004, elle tourne un épisode pilote de la série télévisée L'Instit pour remplacer Gérard Klein, mais la responsable de la fiction de France 2, Perrine Fontaine, s'oppose à ce projet, malgré la bonne appréciation du réalisateur Jean Sagols et les échos positifs concernant son interprétation.
Le 11 décembre 2005, elle fait une courte apparition dans Vivement dimanche, invitée par Chantal Goya. Ce « retour médiatique », après 8 ans de retrait, trouve un fort écho dans la presse télé, faisant naître la première vague de nostalgie autour de l'animatrice. Profitant de ce regain d'intérêt, Jean-Luc Azoulay, producteur historique de Dorothée, fait réaliser un remix de Hou la menteuse !, signé Guillaume Stanczyk, sorti en janvier 2006, qui se hisse jusqu'à la 6e place du Top 50 et s'écoule à 175 000 exemplaires. En juillet 2006 est publié un autre remix, celui de La valise, qui obtient un succès plus modéré. Un coffret DVD et un CD regroupant les principaux concerts de Dorothée à Bercy entre 1990 et 1996 sortent dans la foulée.
Une émission nostalgique, Les années Club Do, est présentée le 16 mai 2006 sur AB1, avant de devenir quotidienne pendant quelques mois.
En novembre 2006, Dorothée réapparaît sur Internet dans des extraits d'un pilote d'émission de cuisine réalisé par son ami Pat Le Guen, lequel est alors chargé de la réalisation du Club Dorothée et de la plupart des émissions associées).
Le single d'un troisième remix, Allô allô monsieur l'ordinateur, est mis en vente le 4 décembre 2006 ; son succès mitigé fait annuler la sortie d'un album de tubes remixés de la chanteuse. Néanmoins Dorothée met sa notoriété au service de nouveaux talents : en décembre 2006, elle est la marraine de la comédie musicale pour enfants Éric le roi des bêtises et le Professeur Je-Sais-Tout au Royaume des Bonbons.
En octobre 2007, un livre intitulé Les Années Dorothée est publié. Il évoque vingt années de sa carrière au travers des événements marquants des années 1978-1997. L'ouvrage, écrit par le journaliste Jacques Pessis et dont la couverture est réalisée par Cabu, donne l'occasion à Dorothée d'en faire la promotion dans les médias, en particulier le 4 novembre 2007 sur France 2 où elle est cette fois-ci l'invitée d'honneur de Michel Drucker dans un Vivement dimanche qui lui est entièrement consacré. C'est un succès d'audience, avec près de 3 000 000 de téléspectateurs.

### Télévision et scène (depuis 2007)

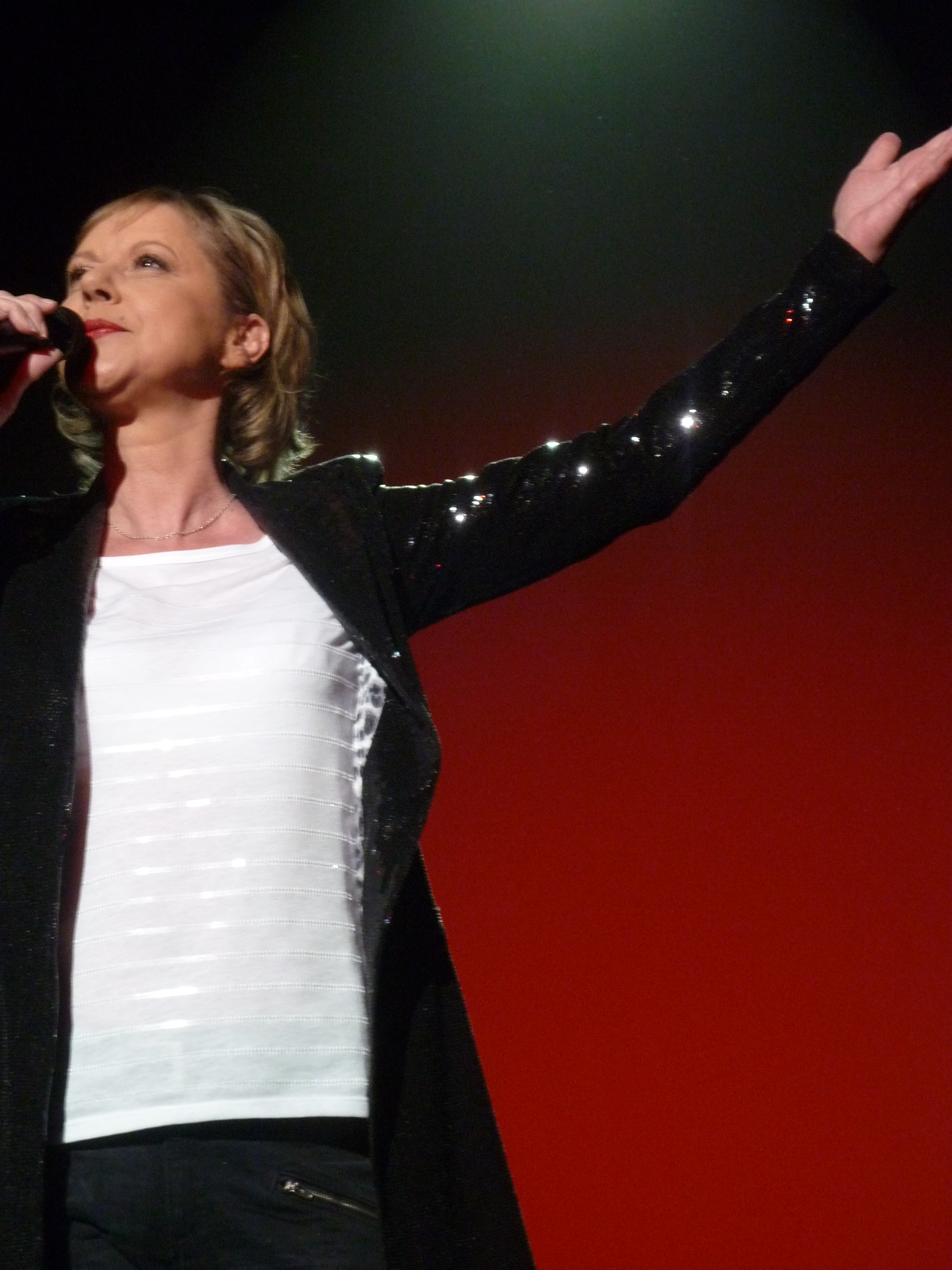
Dorothée à l'Olympia le 17 avril 2010.

Le 24 septembre 2007, Jean-Luc Azoulay annonce sur Europe 1 le retour de Dorothée et de son équipe du « Club » (à l'exception de Corbier, mais avec Ariane, Jacky et Patrick Simpson-Jones) sur la chaîne IDF1, lancée le 20 mars 2008 sur la TNT parisienne et certains réseaux câblés. L'équipe anime Choisissez vos animateurs, un concept imaginé par Ariane Carletti, qui vise à découvrir de nouveaux talents de la télévision. L'émission est diffusée tous les jours de la semaine et les samedis soir en prime time.
Par la suite, Dorothée lance Pas de pitié pour le net. Pendant deux saisons, cette émission quotidienne qu'elle présente entourée de chroniqueurs dont Ariane, Jacky et Patrick Puydebat, propose aux téléspectateurs de découvrir les images du net les plus insolites ainsi que de nouveaux talents du rire.
En décembre 2008 et décembre 2009, elle anime quotidiennement un « revival » du Noël de l'amitié, qui a pour but de soutenir les associations caritatives et de distribuer des cadeaux de Noël aux enfants défavorisés grâce aux dons ainsi obtenus.
Pendant la saison 2008-2009, Dorothée présente également plusieurs numéros de IDBD, un magazine culturel consacré à la bande dessinée et aux mangas, dans lequel elle s'entretient avec des dessinateurs de renom.
En 2009, l'animatrice quitte la chaîne IDF1 pour se consacrer à son retour musical.
Le 8 décembre 2009, Dorothée annonce, après quatorze ans d'absence, son retour à la chanson en 2010, avec la sortie d'un nouvel album de seize titres et quatre concerts à l'Olympia, du 17 au 19 avril 2010 (Olympia 2010). Une intense promotion s'annonce en télévision et radio.
Le 17 mars 2010, son nouvel album Dorothée 2010 sort sur les plateformes de téléchargement légal et en CD digipack en édition limitée. Pour le promouvoir, deux extraits sont diffusés dans les médias, On m'appelait Dorothée et Coup de tonnerre.
Le 4 juillet 2010, un nouveau single est disponible : À l'Olympia, une version « studio » de la chanson inédite (hors album) chantée lors des concerts à l'Olympia en avril 2010.
Elle est nommée chevalier de l'Ordre des Arts et des Lettres le 5 juillet 2010.
Le 10 novembre 2010, la chaîne TMC consacre un documentaire à l'artiste. Intitulé Il était une fois… Dorothée, ce documentaire d'investigation, diffusé en prime-time, propose une rétrospective de sa carrière, ponctuée par des témoignages de personnalités (William Leymergie, Cabu, Jean-Pierre Foucault, Isabelle Morini-Bosc, Jean-Marc Morandini, François Corbier…) et d'une longue entrevue avec Dorothée elle-même.
Le 13 décembre 2010 sortent dans le commerce le DVD des spectacles donnés par la chanteuse à l'Olympia de Paris en avril 2010 ainsi qu'un double CD incluant l'album Dorothée 2010 et une compilation, chez Universal Music France.
Après son triomphe à l'Olympia, Dorothée se produit sur la scène de Bercy pour un concert unique le 18 décembre 2010, Bercy 2010. Le même jour est publié en CD single et en vinyle 45 tours le titre Coup de tonnerre.
Dorothée fait son retour à la télévision, deux ans après son départ d'IDF1 : pendant la saison 2011-2012, elle rejoint la chaîne RTL9. L'animatrice est aux commandes d'une émission de magie intitulée Incroyable Magie, enregistrée au Cirque d'hiver et dans laquelle elle présente les numéros des plus grands maîtres de l'illusion, accompagnée par le magicien Laurent Beretta.
Le 13 décembre 2011 sort le double DVD digipack collector du spectacle donné à Paris Bercy en décembre 2010, Dorothée et le Club Dorothée Bercy 2010. Pour l'occasion, la chanteuse est une nouvelle fois l'invitée de Michel Drucker dans Vivement Dimanche sur France 2.
Le 9 mars 2013, France 3 diffuse un épisode de Garfield et Cie dans lequel Dorothée double le personnage de Varicella.
Le 27 août 2014, un DVD intitulé Dorothée : 30 ans de tubes, best of clips sort chez JLA Productions. C'est la première fois que les clips de l'artiste sont disponibles en DVD. De nombreux titres inclus sont même inédits en VHS.
Le 16 décembre 2014, la chaîne D8 programme une soirée consacrée au club Dorothée. Les principaux membres de l'émission (Dorothée, Ariane, Jacky, Corbier) font une apparition dans l'émission Touche pas à mon poste !, avant la diffusion d'un documentaire de plus de deux heures intitulé : Génération Club Dorothée : Les coulisses et les secrets d'une des émissions jeunesse la plus célèbre de la télévision française. La soirée est un succès pour la chaîne.
Le 4 décembre 2015, Dorothée participe au concert anniversaire pour les 30 ans de la salle mythique de Bercy dont elle détient le record du nombre de représentations pour un artiste féminin. Elle partage la scène avec d'autres artistes qui ont fait et qui feront Bercy, et interprète pour l'occasion une toute nouvelle version de Tremblement de terre, dans l'émission Bercy fête ses 30 ans diffusée le jour même en direct sur TF1.
Dorothée fait une rapide apparition sur la scène du Grand Rex à Paris le 16 avril 2016 lors de la soirée Animé Nostalgie. Elle est ovationnée durant ce concert où les interprètes originaux de génériques de dessins animés et séries des années 1970, 1980 et 1990 reprennent leurs succès en direct.
Le 26 août 2016 sort un coffret rétrospective de trois CD, contenant 72 chansons enregistrées entre 1980 et 2015, intitulé Dorothée l'essentiel, regroupant ses plus grands succès ainsi que 13 inédits. Le coffret est accompagné d'un message par lequel Dorothée s'adresse directement à ses fans.
Le 28 décembre 2017, Dorothée fait une apparition dans Les Enfants de la Télé afin de faire une surprise à Jérôme Commandeur.
En mai 2018, une image du tournage du film Nicky Larson et le Parfum du Cupidon (Philippe Lacheau) fuite sur Instagram. On peut y voir Dorothée, vêtue en hôtesse de l'air. Le film sort le 6 février 2019. Dorothée y fait une apparition caméo, Nicky Larson étant l'un des programmes phare du Club Dorothée. Pour la promotion, Dorothée accompagne l'équipe du film (La Bande à Fifi) notamment lors de l'avant première au Grand Rex et sur le plateau de Touche pas à mon poste !.
Entre 2018 et 2023, Mediawan (qui a acquis le groupe AB en 2017) réédite l'intégralité des albums studio de Dorothée sortis entre 1980 et 1996. Chaque album bénéficie d'une ressortie en CD et en vinyle. Il s'agit donc de la toute première sortie en 33 tours pour les albums de 1992 à 1996. Pour l'occasion, les musiques sont remasterisées et les pochettes restaurées.
Le 12 octobre 2019, Dorothée est présente dans l’émission Danse avec les stars sur TF1 pour soutenir Elsa Esnoult, la nouvelle vedette des productions JLA.
Le 20 mars 2020, Dorothée apparaît au téléphone pour les 12 ans d'IDF1.
Dorothée accorde une interview exclusive à l'occasion des soixante ans de Télé 7 jours. Lors de cette interview, Dorothée déclare que la chanson ainsi que la télévision lui manquent, et qu'elle attend des projets qui la séduisent. Elle regrette également les programmes jeunesse actuels, qualifiant la télévision de « boîte déshumanisée qui ne s'adresse plus du tout à eux » et revient sur sa mise à l'écart lors de l'importation du Téléthon en France.
Dorothée fait une apparition surprise sur les réseaux sociaux le 20 décembre 2020 pour souhaiter de bonnes fêtes et rappeler de respecter les gestes barrières, en lien avec la crise de la Covid-19.
Le vendredi 21 janvier 2022, elle tourne l'émission La Chanson secrète qui est diffusée le samedi 29 janvier 2022 en prime time sur TF1. Précédée par une bande-annonce qui lui est consacrée ainsi qu'une photo postée en ligne par l'animateur Nikos Aliagas pour marquer l'évènement, sa venue sur le plateau a rassemblé trois millions de téléspectateurs. Nikos l'accompagne sur le plateau où lui est diffusé un magnéto composé d'images d'archives avec Framboisier, René Morizur, Corbier et Ariane. S'ensuivront des témoignages vidéos de Philippe Lacheau, Amir, Soprano et Jeanne Mas. Ce sont ensuite Dave, Hélène Rollès, Bernard Minet, Martine Latorre et Francine Chantereau (ses choristes), Christophe Beaugrand, Cyril Féraud, Michel Chevalet, Jacky, et le Docteur Michel Klein ainsi que de nombreux membres de l'équipe technique du Club Dorothée qui interpréteront un medley en son honneur (Tremblement de terre, Ça donne envie de chanter et Des Millions de copains). Son apparition remarquée est reprise dans de nombreux médias dès le lendemain.
Le 1er juillet 2022 sort la compilation Elles chantent Dorothée dans laquelle Chloé Morini-Quinchon, Maya Martin, Zoé Clauzure, candidates à The Voice Kids 2020, reprennent 15 titres de la chanteuse (Allo allo monsieur l’ordinateur, Vive les vacances, Pour faire une chanson, Qu’il est bête, Hou ! la menteuse, Ma valise, Nicolas et Marjolaine, 2394, Docteur, Il faut chanter, Chagrin d’amour, Maman, Une histoire d’amour, Attention danger, Tremblement de terre). Le premier extrait sort sur les plateformes de téléchargement le 15 juin 2022. L'album est cependant qualifié d'« album affligeant », « massacrant les chansons de Dorothée » par le producteur historique de Dorothée, Jean-Luc Azoulay.
Le 2 mai 2023, il est annoncé sur son compte Twitter officiel qu'elle prêtera sa voix au personnage d'Airazor dans le doublage français du film Transformers: Rise of the Beasts.
Le 1er décembre 2023, Mediawan sort la compilation Dorothée le coffret anniversaire afin de souligner les 50 ans de chansons de l'artiste. 100 titres (dont des inédits sur format CD ainsi que l'intégralité des versions de « La valise » de la période Récré A2 et Club Dorothée) ont été remasterisés pour l'occasion.
En juin 2024, TF1 annonce le tournage et la diffusion de Merci Dorothée, une émission spéciale consacrée à Dorothée. Le tournage a lieu le 26 novembre. Animée par Nikos Aliagas, l'émission de près de quatre heures est diffusée le vendredi 24 janvier 2025 en prime time sur TF1 et réunit 4,4 millions de téléspectateurs entre 21h et 22h30,,. À cette occasion, une nouvelle chanson intitulée J'ai dans mes souvenirs est révélée au public et sort sur les plateformes à minuit. Le clip composé de rushs de l'émissions et d'images d'archives sort en ligne le 22 Février 2025,.
Le 11 juin 2025, Dorothée annonce son retour sur scène par l'intermédiaire des réseaux sociaux et de la presse. Un concert est prévu au Palais des Congrès de Paris le 4 avril 2026. Les billets, mis en vente dès le lendemain, sont écoulés en huit minutes. Face à la forte demande, une seconde date est ajoutée pour le 5 avril 2026. 

### Vie privée

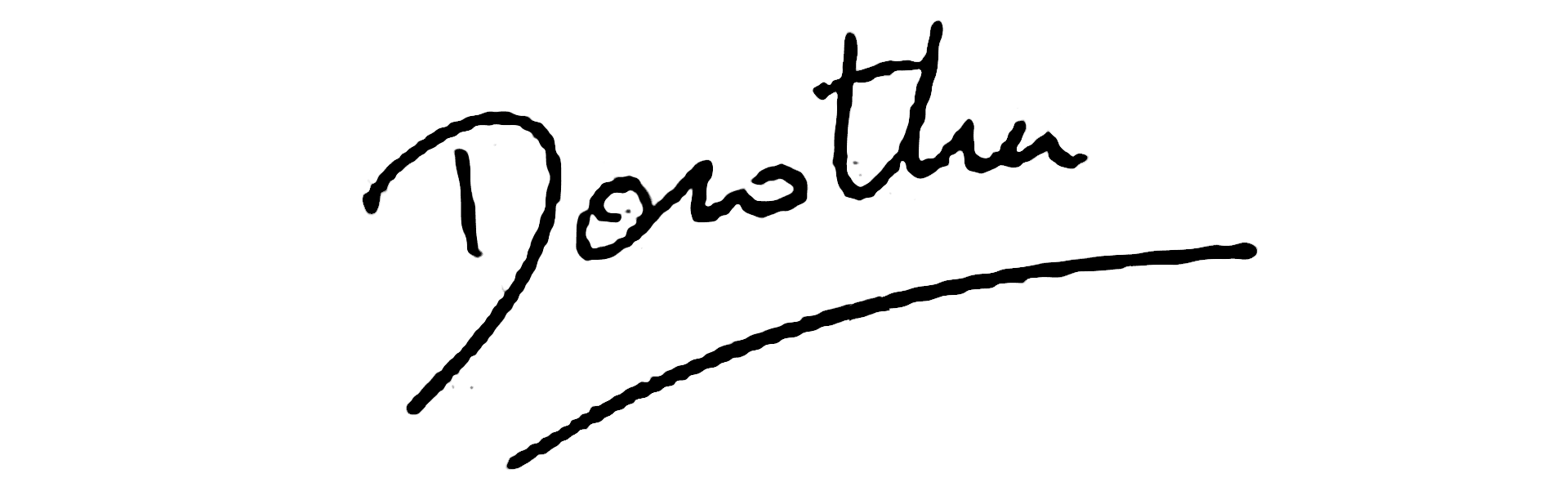
Signature de Dorothée

Dorothée a toujours été très discrète sur sa vie privée, cela malgré la curiosité parfois insistante de journalistes.
Début 2021, son ex-collègue et ami Jacky révèle qu'elle s'est mariée. Le magazine Public du 5 février 2021 révèle l'identité de son époux : Vincent Gaudel, ex-fan devenu son assistant et dont elle parraine la comédie musicale Au Royaume des bonbons en 2006. Ils se sont unis le 28 mai 2011 à la mairie de Cabourg (14).

## Engagement caritatif
- Participation au disque La chanson de la vie du collectif Femmes du monde initié par Alice Dona, au profit de l'association Care France, en 1985[61].
- Soutient La Chaîne de l'espoir, créée en 1988 par le professeur Alain Deloche[62].
- Participation au collectif Pour toi Arménie initié par Charles Aznavour en 1989[63].
- Créatrice et présentatrice de nombreuses opérations humanitaires télévisées (On pense à toi, Le Noël de l'amitié et Des millions de copains).
- Marraine et invitée d'honneur de l'association Rêves, destiné à réaliser les rêves des enfants malades. Concert caritatif à Guipavas (juin 2011)[64].
- Membre du cercle des ambassadeurs donateurs de l'Hôpital américain de Paris[65].

## Discographie

### Albums studio
- 1980 : Dorothée au pays des chansons
- 1982 : Hou ! La menteuse
- 1983 : Pour faire une chanson
- 1984 : Qu'il est bête !
- 1985 : Allô allô monsieur l'ordinateur
- 1986 : Maman
- 1987 : Docteur
- 1988 : Attention danger
- 1989 : Tremblement de terre
- 1990 : Chagrin d'amour
- 1991 : Les neiges de l'Himalaya
- 1992 : Une histoire d'amour
- 1993 : 2394
- 1994 : Nashville Tennessee
- 1995 : Bonheur City
- 1996 : La Honte de la famille (aussi intitulé Toutes les chansons du monde)
- 2010 : Dorothée 2010

### Albums Livre-disque
- 1981 : Candy raconte à Dorothée
- 1983 : Les Schtroumpfs
- 1984 : Schtroumpfs parade
- Le Jardin des chansons (17 45 tours, vol. 1 à 17, réédités en CD en 1989/1990 et sur les plates-formes légales de streaming et de téléchargement en 2015)

### CollectionLe jardin des chansons
- 1981 : Sur le pont d'Avignon avec Dorothée et les Récréamis (réédité en 1982 sous le titre Dorothée et les Récréamis, Le jardin des chansons album 1)
- 1981 : Promenons-nous dans les bois avec Dorothée et les Récréamis (réédité en 1982 sous le titre Dorothée et les Récréamis, Le jardin des chansons album 2)
- 1982 : Le jardin des chansons album 3
- 1984 : Dorothée et les Récréamis : Le jardin des chansons album 4
- 1985 : Dorothée et les Récréamis : Le jardin des chansons album 5

### Compilations
- 1980 : Dorothée et ses amis chantent...
- 1982 : Les chansons de vos feuilletons TV favoris
- 1987 : Les super chansons de Dorothée
- 1990 : Le Jardin des chansons (albums 1 à 5 en CD)
- 1991 : Top Dorothée
- 1994 : Cristal Collection
- 1997 : 15 ans d'amour
- 1998 : Le jardin des chansons
- 2004 : Les plus belles chansons (réédition de 15 ans d'amour)
- 2009 : Le jardin des chansons vol. 1, 2, 3, 4 (coffret contenant les albums 1 à 4)
- 2010 : Dorothée Best of (inclut également l'album de 2010 et deux titres inédits)
- 2016 : Dorothée l'Essentiel (compilation en trois disques incluant 13 chansons inédites)
- 2021 : Le Jardin des chansons par Dorothée et Les Récréamis (compilation en 5 disques des 157 titres tirés des albums Le Jardin des chansons)
- 2023 : Dorothée, Le Coffret Anniversaire ! (coffret de 5 disques pour les 50 ans de chanson de Dorothée, 100 titres tous remasterisés incluant l'ensemble des versions de "La valise" de 1982 à 1996 et des raretés jamais sorties en CD)

### Albumslive
- 1990 : Live à Bercy
- 1993 : Bercy 93
- 2006 : Dorothée à Bercy : L'intégrale
- 2010 : Olympia 2010
- 2011 : Bercy 2010

### Participations
- 1995 : Le Noël des étoiles (Noël Blanc)

## Spectacles

### Comédies musicales
- Dorothée au pays des chansons : à l'Olympia de Paris du 9 au 21 avril 1981, ainsi qu'au Champ-de-Mars du 24 décembre 1980 au 4 janvier 1981.
- Dorothée tambour battant : à l'Olympia de Paris du 9 au 20 avril 1982. En tournée en France en décembre 1981 et mai 1982.
- Au royaume de Diguedondaine : au Palais des sports de Lyon en décembre 1982. Puis sous la tour Eiffel à partir du 30 décembre 1982.
- Pour faire une chanson : en tournée avec RMC en juillet et août 1983 (50 galas). Puis à Paris au Champ-de-Mars du 22 décembre 1983 au 4 janvier 1984.
- On va faire du cinéma : à Paris, au Champ-de-Mars du 21 décembre 1985 au 2 janvier 1986. Puis en tournée du 8 février au 27 avril 1986.

### Concerts
- Zénith 86 : au Zénith de Paris du 13 décembre 1986 au 4 janvier 1987. Tournée du 30 janvier au 31 mai 1987.
- Zénith 87 : au Zénith de Paris le 12 décembre 1987. Tournée du 21 novembre au 27 décembre 1987.
- Zénith 88 : au Zénith de Paris du 26 novembre au 18 décembre 1988. Tournée du 18 janvier au 3 avril 1989.
- Bercy 90 : à Paris-Bercy du 6 au 21 janvier 1990. Tournée du 24 février au 7 avril 1990
- Tournée 91 : tournée en France métropolitaine du 31 mars au 21 avril 1991, puis à La Réunion en mai 1991.
- Chine 90 / Chine 91 : tournées en Chine, en mai 1990 et mai 1991.
- Bercy 92 : à Paris-Bercy du 18 janvier au 2 février 1992. Tournée du 6 février au 23 juin 1992 dans cinquante villes en France, Belgique, Suisse et dans les Dom-Tom.
- Bercy 93 : à Paris-Bercy du 2 au 6 janvier 1993. Tournée du 18 au 23 décembre 1992 et du 17 mars au 18 avril 1993 (France, La Réunion, île Maurice).
- Bercy 94 : à Paris-Bercy du 15 au 26 janvier 1994. Tournée dans toute la France du 29 janvier au 30 mars 1994.
- Tahiti 94 : Trois concerts donnés à Tahiti les 25, 26 et 27 novembre 1994.
- Zénith 96 : au Zénith de Paris du 13 au 17 janvier 1996.
- Bercy 96 : à Paris-Bercy du 4 au 15 décembre 1996.
- Olympia 2010 : à l'Olympia de Paris du 17 au 19 avril 2010 (4 dates).
- Bercy 2010 : à Paris-Bercy le 18 décembre 2010.
- Total Olympia : 42 représentations
- Total Zénith : 54 représentations
- Total Bercy : 59 représentations[66],[67], record féminin[68].

## Émissions télévisées

### Animation
- 1973-1974 : Les Mercredis de la jeunesse (Première chaîne de l'ORTF)
- 1975 : Les Visiteurs du mercredi (TF1)
- 1975 : Réponse à tout (TF1)
- 1977-1983 : speakerine sur Antenne 2
- 1977-1978 : Dorothée et ses amis (Antenne 2)
- 1978-1987 : Récré A2 (Antenne 2)
- 1979-1986 : SVP Disney (Antenne 2)
- 1979-1987 : Disney Dimanche (Antenne 2)
- 1983 : Dorothée : Le Show (Antenne 2) (émission unitaire en prime-time)
- 1985-1987 : Récré A2 matin (Antenne 2)
- 1987-1997 : Club Dorothée (TF1)
- 1987 : Dorothée Show (TF1) (émission unitaire en prime-time)
- 1990-1993 : Club Sciences (TF1)
- 1991-1995 : Terre, Attention, Danger (TF1)
- 1991-1992 : Club mini (TF1)
- 1991-1992 : Le Cadeau de Noël et Le Cadeau de la rentrée (TF1) (2 émissions en prime-time)
- 1992 : Club Plus (TF1)
- 1992-1996 : Le Noël de l'amitié (TF1)
- 1993-1997 : Des millions de copains (TF1)
- 1993-1994 : Dorothée Rock'n'roll Show (TF1) (3 émissions en prime-time)
- 2008 : Choisissez vos animateurs (IDF1)
- 2008-2009 : Pas de pitié pour le net (IDF1)
- 2008-2009 : IDBD (Le magazine de la bande dessinée) (IDF1)
- 2008-2009 : Le Noël de l'Amitié (IDF1)
- 2009 : Salut René (IDF1) (émission unitaire en prime-time en hommage au musicien disparu René Morizur des Musclés)
- 2010 : Dorothée, ma valise à souvenirs (AB1)
- 2011-2012 : Incroyable magie ! (RTL9)
- 2025 : Merci Dorothée ! (TF1)

### Direction
- 1985-1987 : productrice déléguée de Récré A2 matin
- 1987-1997 : directrice de l'Unité Jeunesse et Famille de TF1
- 1997-1999 : consultante artistique sur la série Les Vacances de l'amour.

### Documentaires
- 2010 : Il était une fois... Dorothée diffusé sur TMC
- 2013 : La fabuleuse histoire de Dorothée sur AB1.
- 2014 : Génération Club Dorothée sur D8

## Filmographie

### Cinéma
- 1979 : L'Amour en fuite de François Truffaut : Sabine Barnerias
- 1979 : La Gueule de l'autre de Pierre Tchernia : la speakerine
- 1980 : Pile ou Face de Robert Enrico : Laurence Bertil
- 2018 : Nicky Larson et le Parfum de Cupidon de Philippe Lacheau (caméo)

### Télévision

#### Téléfilms
- 1985 : Dorothée et le Trésor des Caraïbes
- 1986 : Dorothée et la Voiture rouge
- 1987 : Les Aventures de Dorothée : Un AMI

#### Séries télévisées
- 1987 - 1991 : Pas de pitié pour les croissants (139 épisodes)
- 1987 - 1988 : interprétation du générique de La calanque (série de 50 épisodes créée par Jean Canolle)
- 1988 : Kamen Rider Black[69] (épisode 45, diffusé au Japon uniquement)
- 1988 : Giraya (épisodes 29 et 31)
- 1988 : Choju Sentai Liveman (Bioman 3) (épisode 30, Pr Dorothée)[70]
- 1989 : Salut les Musclés : Dr Françoise Rougerie (épisode 9, Le docteur)
- 1991 : 66 Chump Avenue : Dorothée (13 épisodes)
- 1993 : Famille fou rire : Dorothée (épisode unitaire)

### Séries animées
- 1981 : interprète du générique Qu'elle est loin ton Amérique (générique de fin des épisodes 78 à 115 de Candy Candy)
- 1982-1988 : interprète de divers génériques (Les Schtroumpfs, V'la les Schtroumpfs, Le bébé Schtroumpf, Le pays des Schtroumpfs, Les p'tits Schtroumpfs) de la série Les Schtroumpfs
- 1986 : interprète du générique Le Sourire du dragon
- 1987 : interprète du générique La chanson de Candy (second générique de Candy Candy)
- 1990-1992 : interprète du générique de Sophie et Virginie
- 1991-1992 : interprète du générique Les Jumeaux du bout du monde
- 1992 : interprète du générique Les Misérables
- 1996 : interprète du générique de Tico et ses amis (39 épisodes)
- 1996 : interprète du générique Le rêve de Jeannie

### Doublage
- 1978 : Wattoo Wattoo : la narratrice
- 1980 : Mon oncle d'Amérique d'Alain Resnais : la récitante
- 1984 : L'Aventure des Ewoks : la narratrice
- 2013 : Garfield et Cie (épisode 9 - saison 4 - Ensorcelés)
- 2023 : Transformers: Rise of the Beasts : Airazor (Michelle Yeoh) (voix)
- 2025 : Les Schtroumpfs, le film : Enjouée le grimoire[n 1]

## Distinctions

### Décoration
- 2010 :  Chevalier de l'ordre des Arts et des Lettres[35]
- 2025 :  Officier de l'ordre des Arts et des Lettres [71] attribuée par Rachida Dati, ministre française de la Culture

### Récompenses
- 1985 : « Victoire de la musique » du meilleur album pour enfants pour Les petits Ewoks.
- 1986 : « Sept d'or » de la meilleure émission jeunesse pour Récré A2 (récompense collective).
- 1988 : Dorothée reçoit un « Golden Reel Award » des États-Unis pour son spectacle Zénith 88.
- 1990 : « Médaille de Vermeil » offerte par la ville de Paris.
- 1991 : « Bobine d'or » pour l'album Attention danger.
- 1992 : « Fauteuil d'or » pour le Dorothée World Tour 92 / Bercy 92 (500 000 spectateurs).
- 1993 : Triple « vidéo de platine » pour la VHS Bercy 92.
- 1995 : « Écran d'or » de la meilleure émission jeunesse pour le Club Dorothée (décerné par le public, via un grand sondage Télé-Loisirs).

### Nominations
- 1987 : nomination à la « Victoire de la musique » du meilleur album pour enfants pour Maman[72].
- 1994 : nomination à la « Victoire de la musique » du meilleur album pour enfants pour Bercy 93.